# Mount Ninji and da Nice Time Kid
Mount Ninji and da Nice Time Kid es el cuarto álbum de estudio de Die Antwoord. Fue lanzado el 16 de septiembre de 2016 a través de plataformas de streaming y también como descarga digital.

## Lista de pistas
| N.º | Título                                           | Duración |  |
| 1.  | «We Have Candy»                                  | 3:03     |  |
| 2.  | «Daddy»                                          | 3:59     |  |
| 3.  | «Banana Brain»                                   | 4:48     |  |
| 4.  | «Shit Just Got Real» (featuring Sen Dog)         | 3:48     |  |
| 5.  | «Gucci Coochie» (featuring Dita Von Teese)       | 4:05     |  |
| 6.  | «Wings on My Penis» (featuring Lil Tommy Terror) | 1:15     |  |
| 7.  | «U Like Boobies?» (featuring Lil Tommy Terror)   | 1:15     |  |
| 8.  | «Rats Rule» (featuring Jack Black)               | 3:41     |  |
| 9.  | «Jonah Hill»                                     | 1:07     |  |
| 10. | «Stoopid Rich»                                   | 3:05     |  |
| 11. | «Fat Faded Fuck Face»                            | 4:01     |  |
| 12. | «Peanutbutter + Jelly»                           | 2:21     |  |
| 13. | «Alien»                                          | 4:16     |  |
| 14. | «Street Light»                                   | 4:58     |  |
| 15. | «Darkling»                                       | 3:35     |  |
| 16. | «I Don't Care»                                   | 4:44     |  |